# Filifascigera fasciculata
Filifascigera fasciculata är en mossdjursart som först beskrevs av Walter Douglas Hincks 1880.  Filifascigera fasciculata ingår i släktet Filifascigera och familjen Frondiporidae. Inga underarter finns listade i Catalogue of Life.